# Roca dels Moros (el Cogul)
La Roca dels Moros és una cova situada al terme municipal del Cogul, a les Garrigues, declarada bé cultural d'interès nacional.
És un jaciment arqueològic amb datacions d'època epipaleolítica, ibèrica i romana. Es tracta d'una balma formada per un bloc de pedra desprès, a la riba dreta del riu de Set i al costat de la pista que uneix el Cogul amb l'Albagés. El jaciment conté una de les mostres més destacades d'art rupestre llevantí i s'hi poden apreciar escenes de la vida dels primers agricultors: l'art esquemàtic (amb una antiguitat de 6.000 anys), el primer exemple d'aquesta expressió abstracta del món de les creences trobat a Catalunya. S'ha comprovat que l'indret es va fer servir més tard com a santuari o lloc màgic tant pels ibers com pels romans.

## Situació
Al jaciment s'hi accedeix des del Cogul, on cal prendre, al nord del poble, la pista que duu a Castelldans. Recorreguts uns 400 metres fins a arribar al trencall de la pista del Cogul a l'Albagés, que naix en direcció sud, cal prendre-la i seguir-la 450 metres més fins a trobar el jaciment. La balma de la Roca dels Moros, tancada per un reixat i accessible per una escala d'obra, està ben indicada i la seva localització és fàcilment identificable. Ben a prop hi ha un centre d'interpretació i el conjunt està preparat per a la visita del públic.

## Descobriment i investigacions
La balma fou descoberta a principis de segle XX per mossèn Ramon Huguet, capellà del Cogul (1907-1908), i donada a conèixer científicament per Ceferí Rocafort, l'any 1908. Posteriorment varen ser estudiades per Henri Breuil i Lluís Maria Vidal per fer-ne ressò internacional. Una altra edició més àmplia fou publicada per Joan Cabré en El arte rupestre en España (1914). El descobridor hi va recollir diversos materials que passaren a formar la col·lecció Huguet.

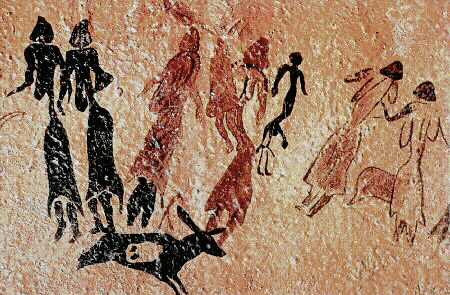
Detall de l'escena de la dansa

Després de les primeres publicacions, veient la importància de la Roca dels Moros del Cogul, amb un esforç considerable i amb el suport de l'aleshores anomenat Museo Arqueológico de Barcelona (Museu d'Arqueologia de Catalunya), l'Institut d'Estudis Ilerdencs va elaborar una publicació monogràfica del jaciment amb l'estudi minuciós de cada figura i síntesi de les diverses teories elaborades, a més de parlar de manera exhaustiva sobre els gravats ibèrics i romans epigrafiats sobre la roca.
Posteriorment s'hi han realitzat diverses intervencions arqueològiques entre els anys 1985 i 2009. Les intervencions han estat promogudes pel Servei d'Arqueologia de la Generalitat de Catalunya dins el projecte Corpus de Pintures Rupestres de Catalunya (CPRC) amb l'objectiu realitzar intervencions preventives, tasques de control, restauració de les pintures, anàlisi de mostres, així com documentació, calcs dels motius i reportatges fotogràfics de la cova.
Per tal de commemorar el centenari del descobriment de les pintures rupestres, una Comissió liderada pel Consell Comarcal de les Garrigues i el Servei d'Arqueologia i Paleontologia de la Direcció General del Patrimoni Cultural del Departament de Cultura de la Generalitat van programar diversos actes. Durant la primavera de l'any 2008, l'Institut Català de Paleoecologia Humana i Evolució Social (IPHES) i el Museu d'Arqueologia de Catalunya (MAC) varen realitzar una exposició conjunta per commemorar el centenari del descobriment de les pintures així com l'inici de les investigacions en aquest camp de la prehistòria a Catalunya.

## Troballes arqueològiques
La balma o abric rocós està formada per un dels nombrosos blocs que s'han desprès dels estrats rocosos de les terrasses que voregen el riu Set, les quals en ser soscavades per les aigües s'han enfonsat sobre els bancs interiors. A la balma s'hi troba representat un conjunt de pintures rupestres d'art llevantí formades per unes 52 figures humanes i de fauna pintades en color vermell, blanc i negre, d'estil naturalista-estilitzat i algunes amb traços esquemàtics. De totes les escenes representades destaca la que ha estat interpretada com una dansa fà·lica, grup situat a l'extrem inferior dret i constituïda per onze figures. S'hi veuen nou dones que van aparellades, unes pintades en negre i altres en roig; porten unes faldilles llargues i dansen al voltant d'un home nu amb el sexe acusat, tal com és representada la figura masculina en gairebé tot l'art rupestre llevantí.
La resta de representacions es troben distribuïdes per la superfície de la paret entre les quals hi ha una escena de cacera, un altre conjunt amb dones aparellades, un grup de tres braus que s'alternen amb representacions femenines, i algunes cabres i cérvols. A la part superior esquerra hi ha un altre grup representant una escena de caça, però de caràcter més esquemàtic, acompanyat d'una figura indeterminada del mateix estil.
A la Roca dels Moros hi ha també set figures gravades a la pedra. A banda, juntament amb les pintures, i sovint sobreposant-se a aquestes, dins de la balma es troben diverses inscripcions epigràfiques. Es tracten d'uns 250 signes gravats en escriptura ibèrica nord-oriental i alfabet llatí, així com alguns gravats de fauna. Aquestes representacions semblen tenir un caràcter votiu, cosa que indicaria que l'indret fou un santuari que es perllongà fins a l'època ibèrica i romana.

La Roca dels Moros del Cogul
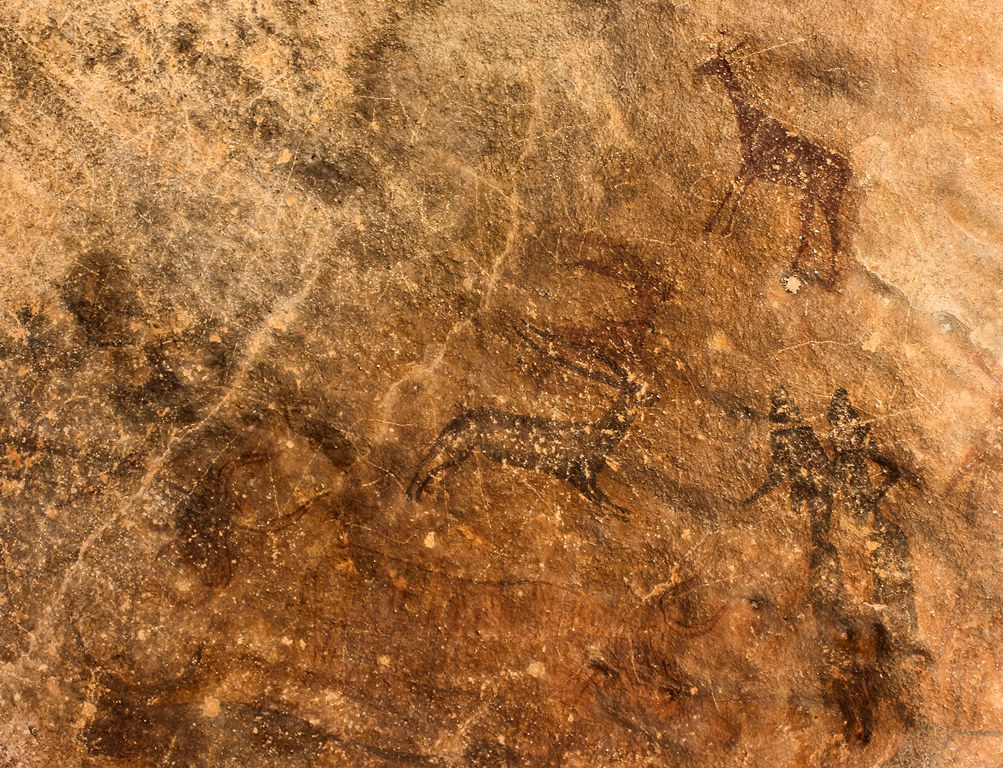
Parella de dones amb bocs i cérvola
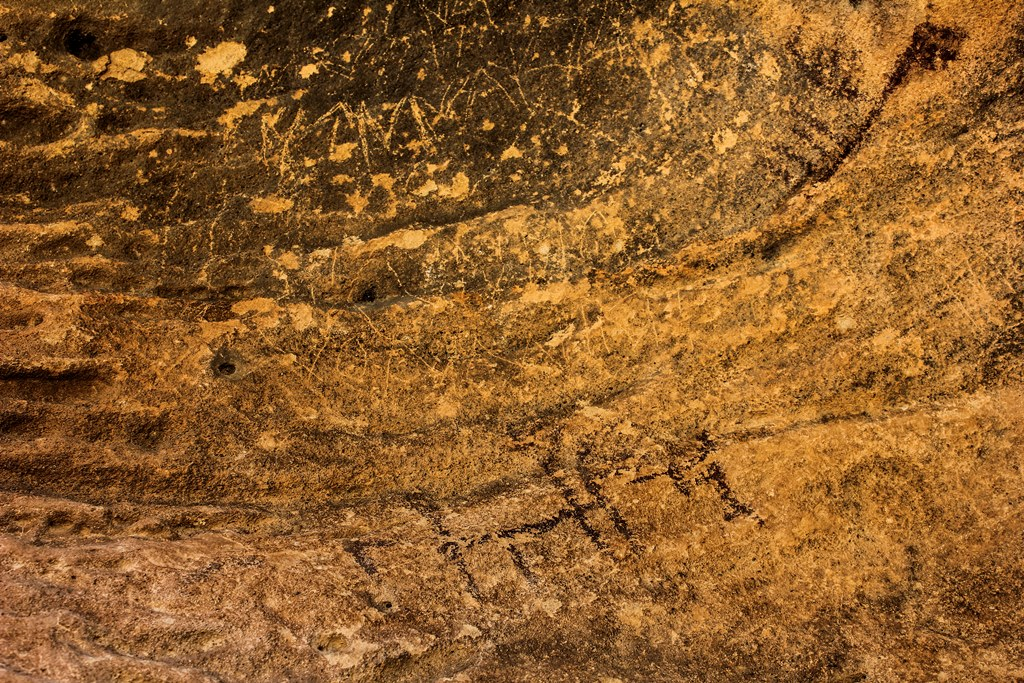
Inscripcions ibèriques i pintura esquemàtica d'un arquer i cérvol
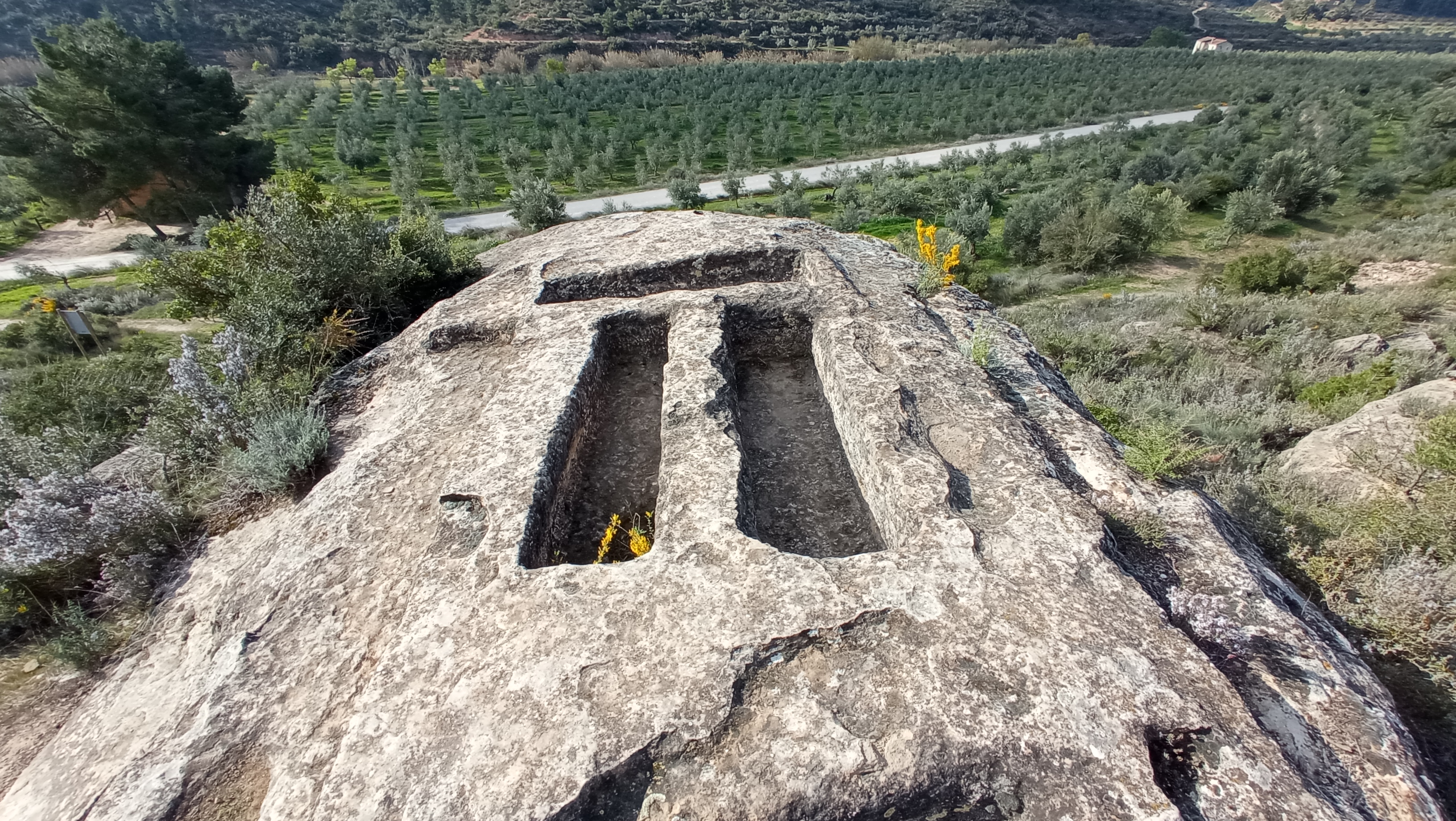
Les Tombes del Saladar, vora la Roca dels Moros
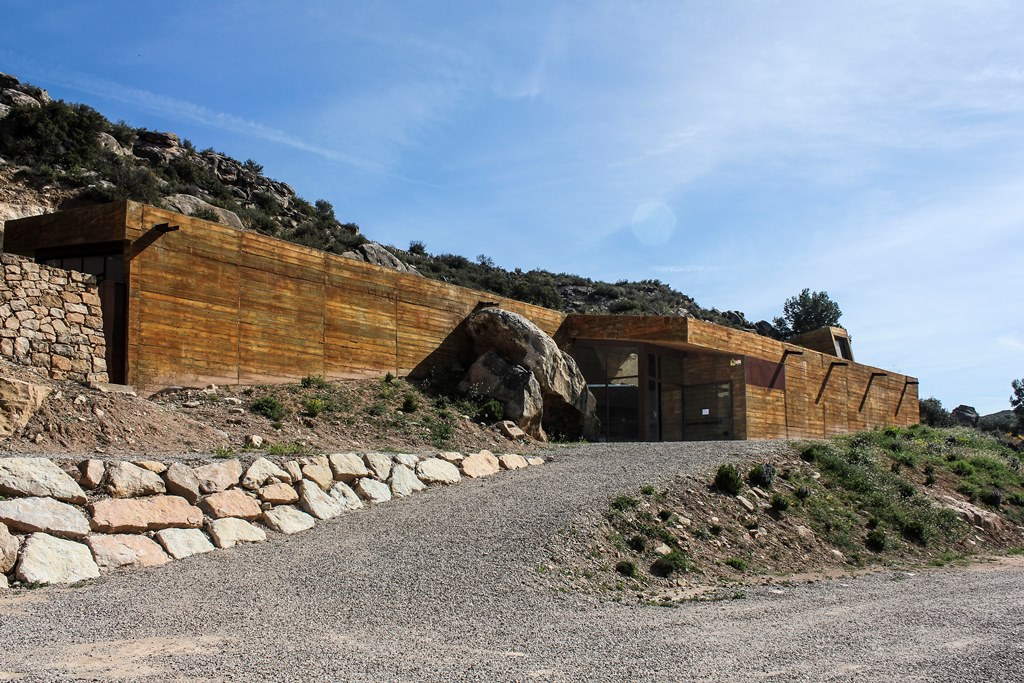
Centre d'interpretació

Al peu de l'abric, abans d'ésser excavat, s'hi varen recollir alguns fragments lítics i ceràmics consistents en algunes laminetes de sílex sense retocar, una ascla denticulada, diversos fragments de ganivets de sílex i tres mitges llunes, uns quants fragments de ceràmica ibèrica, i dos fragments de terra sigil·lada hispànica.
A les excavacions realitzades a la base de la balma l'any 1989 van aparèixer materials ceràmics de finals del Neolític, de l'edat del bronze i d'època romana. Es considera que aquest lloc va tenir una ocupació des del 7000 aC fins al 100 aC. Prop de les pintures hi ha un cementiri amb tombes excavades a la roca viva anomenat Tombes del Saladar.
La zona ocupada per les pintures i els gravats presenta un bon estat de conservació tot i que sembla que la visualització cada vegada és més dolenta, probablement degut als processos d'alteració que afecten la roca sorrenca. Actualment el material arqueològic recollit durant les diferents intervencions es troba dipositat al Museu d'Arqueologia de Catalunya.

## Patrimoni mundial

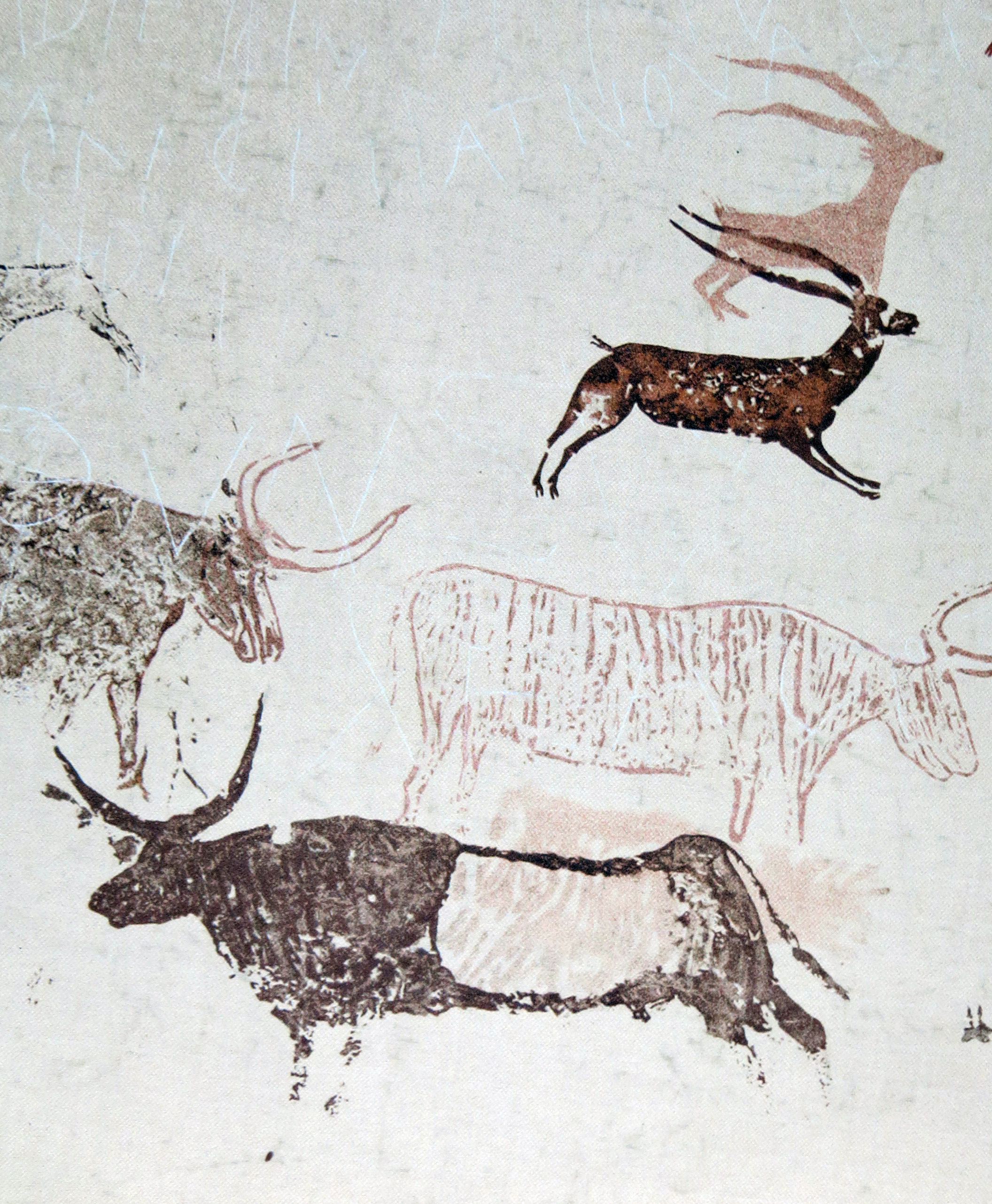
Representacions de fauna a les pintures rupestres del Cogul

Les pintures de la Roca dels Moros, com tot l'art rupestre llevantí, foren declarades per la UNESCO Patrimoni de la Humanitat (1998).
La Roca dels Moros, però, no és l'única herència artística que van deixar els humans de la prehistòria. El conjunt d'art rupestre de l'arc mediterrani de la península Ibèrica, que engloba 757 jaciments –60 a les comarques catalanes–, va ser declarat Patrimoni Mundial l'any 1998, i és el més gran d'Europa. Aquestes pintures, classificades com a art llevantí, expressen idees que, fins aleshores, eren inexistents. L'art llevantí s'estengué durant l'Epipaleolític (de fa 10.000 anys fins a en fa 6.000) per tot el sector oriental de la península Ibèrica i s'anomenà així per contraposició a les pintures de més al nord. Les escenes, d'estil naturalista, narren una història i no són figures isolades sense cap mena de relació entre elles. El tret més significatiu és el protagonisme de l'home i de la dona. D'altra banda, algunes escenes Patrimoni Mundial recullen activitats comunitàries i socials, com ara la celebració de danses o potser de rituals religiosos. En alguns casos, es detallen la indumentària, el pentinat i, fins i tot, ornaments com ara plomalls al cap i braçalets als braços o sota els genolls, sens dubte signes d'una naixent diferenciació social.
Els més importants són, juntament amb els del Cogul, els abrics situats a la serra del Godall i els trobats a Ulldecona i els d'Os de Balaguer, així com els ubicats a les muntanyes de Prades, al terme de Montblanc.